# Portrait de Jean-Baptiste Desdéban
Le Portrait de Jean-Baptiste Desdéban est un tableau de Jean-Auguste-Dominique Ingres peint à Rome en 1810. Il représente l'architecte Jean-Baptiste Desdéban à l'époque où il était pensionnaire de la villa Médicis avec Ingres et le sculpteur Paul Lemoyne. Le tableau a été laissé à l'état d'ébauche et montre le travail préparatoire et la construction géométrique du portrait. Il fait partie des collections du musée des Beaux-Arts et d'Archéologie de Besançon (inv 896.1.166).

## Description
Le portrait s'inscrit dans un rectangle vertical. Sur un fond brun largement brossé, cadré au niveau des épaules, se découpe la figure de Jean-Baptiste Desdéban. Le visage de profil vers la gauche, est la partie la plus travaillée du tableau, à part les cheveux seulement indiqués en brun plus foncé, le modelé fait un contraste avec la planéité du reste de la toile. Le corps de face ébauché, montre un manteau brun d'où surgit une chemise blanche. Sa main gauche retient l'un des pans du manteau. Le peintre utilise trois tons, brun pour le fond, et le manteau, blanc pour la chemise, et chair pour le visage.

## Provenance
Le portrait est donné au sculpteur Paul Lemoyne par Ingres. Il demeure dans ses collections jusqu'en 1865, année à laquelle on le retrouve en vente à l'hôtel Drouot le 6 avril au no 66. Il est acheté par Jean Gigoux qui le lègue en 1894 à la ville de Besançon. Le portrait entre ensuite dans les collections du musée des Beaux-Arts et d'Archéologie de Besançon.